# リチャード・ド・ビーチャム (第13代ウォリック伯)

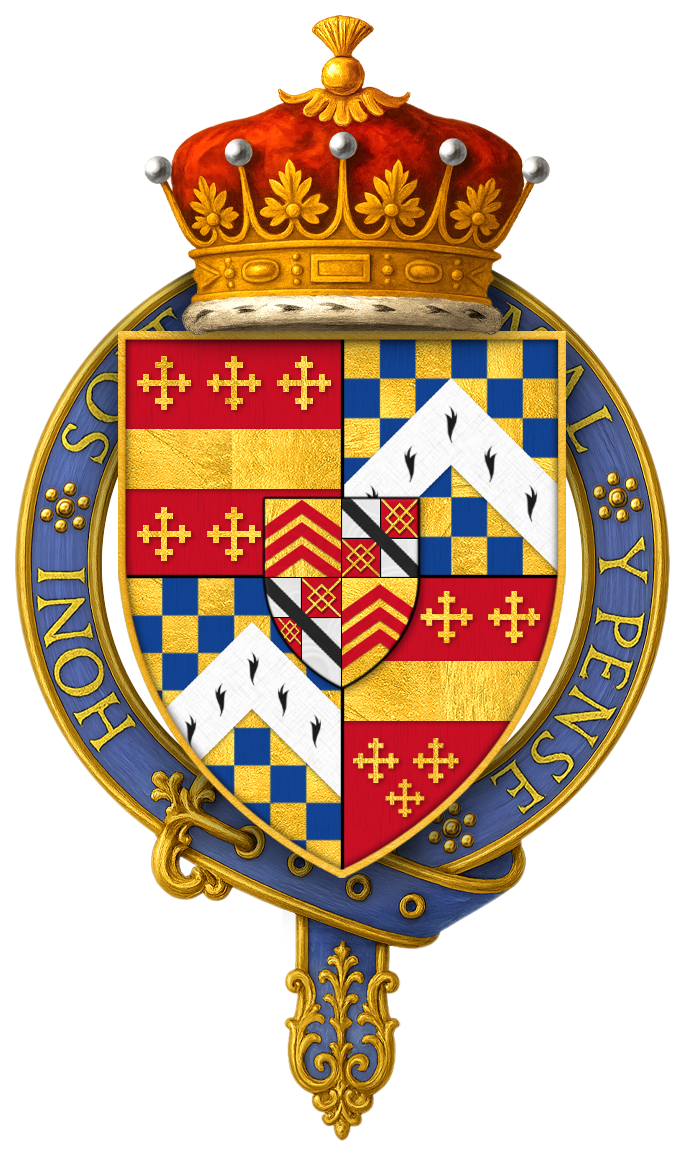
ガーター騎士団員13代ウォリック伯リチャード・ド・ビーチャムの紋章

第13代ウォリック伯爵リチャード・ド・ビーチャム（英語: Richard de Beauchamp, 13th Earl of Warwick, KG, KB、1382年1月25日か28日 - 1439年4月30日）は、イングランドの貴族、軍人。
百年戦争におけるイングランド軍の指揮官の一人。

## 経歴

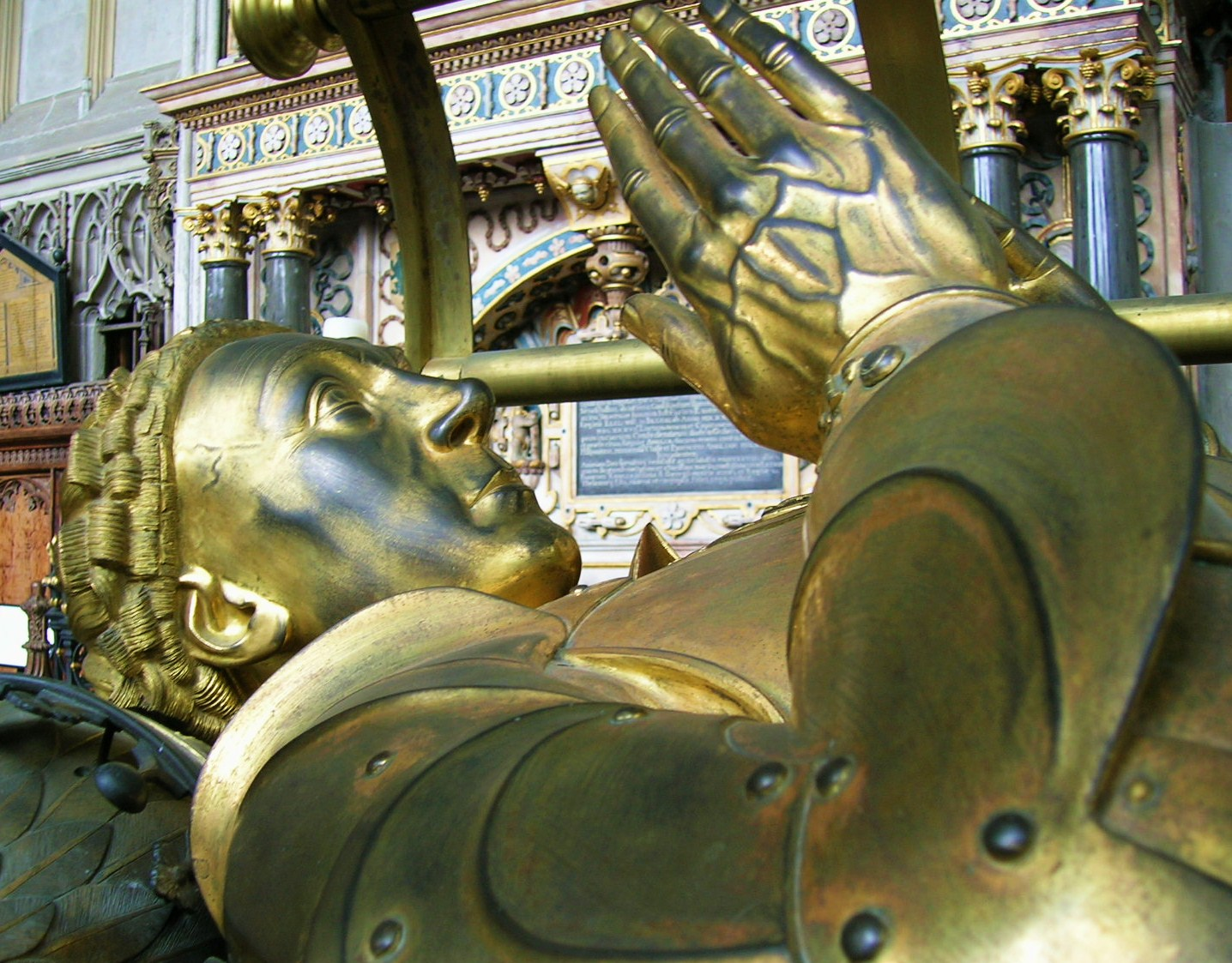
ウォリック・聖メアリー教会に安置される金メッキされた青銅のウォリック伯の彫像

1382年1月25日か28日、第12代ウォリック伯爵トマス・ド・ビーチャムとその妻マーガレット（第3代グロービーのフェラーズ男爵ウィリアム・フェラーズの娘）の長男としてウスターシャー・サルワープに生まれる。
1399年のヘンリー4世の戴冠式の際、19歳にしてバス騎士団（勲章）ナイト（KB）に叙された。1401年4月8日に父が死去し、第13代ウォリック伯位を継承した。所領はウスターシャー・ウォリックシャーを中心に18州にも及ぶ広大な領土だった上、2度の結婚で更に領土を増やし大貴族としての地位を確立した。
青年時代から一貫してランカスター王家のために行動した。1403年のシュルーズベリーの戦いでヘンリー・パーシー（ホットスパー）軍と戦い、国王軍の勝利に貢献した。さらにウェールズに転戦して反乱を起こしていたオワイン・グリンドゥール軍の掃討作戦にも参加した。
1403年にガーター騎士団（勲章）ナイト（KG）に叙せられたといわれているが、彼のガーター騎士叙任年には異論もある（遅く見積もっても1416年までには叙されている）。1408年にはヨーロッパ各地やエルサレムの聖地巡礼を行った。パリにも訪問し、シャルル6世の歓待を受けた。
1414年にはロラード派の反乱の鎮圧に参加している。
1413年にヘンリー5世が即位するとその側近となる。1415年から再開された百年戦争でもヘンリー5世に従ってフランスに出陣し、指揮権を任されてフランス軍に対して連勝を重ねた。1420年のトロワ条約締結に至る環境作りに大きく貢献した。
1427年には婿のジョン・タルボットらと共にモンタルジへの出兵の指揮を執っているがフランス軍に敗退している。1428年から開始されたオルレアン包囲戦は、主戦派のウォリック伯と第4代ソールズベリー伯トマス・モンタギューが摂政ベッドフォード公ジョンにゴリ押しした作戦だったという。しかし、11月にソールズベリー伯が戦死して包囲戦は停滞、翌1429年にジャンヌ・ダルクの活躍で包囲網が崩壊して作戦は失敗した。
1427年以来、ルーアンの総督を務めており、捕虜になったジャンヌが1430年12月23日にルーアンに連行されてきた際には、ブーヴルイユ城で彼女と対面した。ジャンヌとウォリック伯の関係はわからないが、ジャンヌはこの城で囚人扱いを受けており、それを命じたのがウォリック伯であることに疑問の余地はない。一方、ジャンヌの処刑から2ヶ月後の1431年8月11日にジャン・ポトン・ド・ザントライユもブーヴルイユ城へ収容されたが、こちらはタルボットとの捕虜交換の目論見があったため優遇している。
1428年には幼王ヘンリー6世の教育係に任命されている。1437年にはノルマンディー及びフランスの総督に任命されたが、1439年4月30日にルーアンで死去した。遺体はイングランドへ搬送され、ウォリックの教会に葬られた。
ウォリック伯位は後妻との間の息子ヘンリーに受け継がれ、1445年にヘンリーは公爵に昇叙されたが翌1446年に急死、孫娘でウォリック伯位を継いだアンも1449年に死亡、伯位は同名の叔母でヘンリーの妹アン・ビーチャムの夫リチャード・ネヴィルに受け継がれていった。

## 栄典

### 爵位
1401年4月8日に父から以下の爵位を継承した。
- 第13代ウォリック伯爵 (13th Earl of Warwick)

（1088年の議会招集令状で創設されたイングランド貴族爵位）

### 勲章
- 1399年、バス騎士団(勲章)ナイト(KB)[1]
- 1403年?、ガーター騎士団(勲章)ナイト(KG)[1]

## 家族
1397年にイギリス一の資産家の女子相続人であるエリザベス・ド・バークリー（1385年 - 1422年）と結婚した。彼女は第5代バークリー男爵トマス・ド・バークリー（1353年 - 1417年）と第3代リール女男爵マーガレット・ド・リール（1360年 - 1392年）の間の娘であり、母から第4代リール女男爵位、父から第6代バークリー女男爵位を継承した。彼女との間に以下の三女を儲けたが、そのためにエリザベスの保有する2つの男爵位は誰にも継承させられず、彼女の死とともに停止状態（abeyance）となった
- 長女マーガレット・ド・ビーチャム（英語版）（1404年 - 1468年） - 初代シュルーズベリー伯ジョン・タルボットと結婚
- 次女エレノア・ド・ビーチャム（英語版）（1408年頃 - 1468年頃） - 第8代ド・ルース男爵トマス・ド・ロス（英語版）、ついで第2代サマセット公エドムンド・ボーフォートと結婚
- 三女エリザベス・ド・ビーチャム（1417年頃 - 1480年頃） - 初代ラティマー男爵（英語版）ジョージ・ネヴィル（英語版）（ウェストモーランド伯ラルフ・ネヴィルの子）と結婚

エリザベスと死別した後の1423年にグロスター伯トマス・ル・ディスペンサーの娘で第5代バーグハーシュ女男爵イザベル・ル・ディスペンサー（1400年 - 1439年）と結婚した。彼女も資産家である。彼女との間に以下の1男1女を儲ける。
- 長男ヘンリー・ビーチャム（1425年 - 1446年） - 初代ウォリック公、第14代ウォリック伯、第6代バーグハーシュ男爵
- 四女アン・ビーチャム（1426年 - 1492年） - 第16代ウォリック女伯。リチャード・ネヴィル（妻の権利で第16代ウォリック伯）と結婚。

## ウォリック伯を演じた人物

### 俳優
- アラン・ネイピア（英語版）（1948年、アメリカ映画『ジャンヌ・ダーク』）
- ジョン・ギールグッド（1957年、イギリス・アメリカ映画『聖女ジャンヌ・ダーク』）

### 声優
- 私市淳（2007年、日本テレビゲーム『BLADESTORM 百年戦争』）